# 国語科指導の単純形態
国語科指導の単純形態（こくごかしどうのたんじゅんけいたい）は、教育者・芦田惠之助が始めた芦田教式をわかりやすくした国語の指導方法。
芦田教は、芦田のみが行える名人芸に近い指導方法であったため、弟子の鈴木佑治がわかりやすくまとめた。

## 2つの表
国語科指導の単純形態には、2つの表がある。

### 第1表
第1表では、第1次指導から第3次指導までの指導計画の中で取り扱いの方向を示している。
|          | 第一次指導 全課の概観             | 第二次指導 重要なところを         | 第三次指導 形式の取扱い           |
| -------- | --------------------------------- | --------------------------------- | --------------------------------- |
| 一、よむ | 何が書いてあるか考えながら        | 前のことを考えながら              | 前のことを考えながら              |
| 二、とく | 読後感の話し合い                  | 事を通して意をつかむ道筋          | 真意をしみじみ味わう              |
| 三、よむ |                                   |                                   |                                   |
| 四、かく | 事                                | 意                                | 言                                |
| 五、よむ |                                   |                                   |                                   |
| 六、とく | 文に即して 事の中に意をにおわせる | 文に即して 意をとっぷり理会させる | 文に即して 言の中に意を見出させる |
| 六、とく | 事の中に意を見出させる            | 事の中に意を見出させる            | 意がどんな言で表現されているか    |
| 七、よむ | 今日の勉強を考えながら            | 今日の勉強を考えながら            | 今日の勉強を考えながら            |

### 第2表
第2表では、「二、とく」「六、とく」にしぼって取り扱いの方向を示している。
| 第一次指導 | 二、とく | 1○題 目 2◎ひびき 3○手 引           | 全課の輪郭 印象の強かったところ 第一層が一握りできるように              |
| 第一次指導 | 六、とく | 4○事 実 区 分 5◎山 6○余 韻         | 有機的なつながり 第三層発見のいとぐち 自習のいとぐち                    |
| 第二次指導 | 二、とく | 7○おさらい 8◎承 接 9○手 引         | 4をあっさり、5に重点をおいて 6を承けて後につなぐ 第三層がつかめるように |
| 第二次指導 | 六、とく | 10○語 義 区 分 11◎心 12○余 韻      | 考えやすいように 第三層の発掘 自習のいとぐち                            |
| 第三次指導 | 二、とく | 13○おさらい 14◎承 接 15○手 引      | 第一層を回顧し、11に重点をかけて 12を承けて後につなぐ 文字か語句か      |
| 第三次指導 | 六、とく | 16○文中の位置 17◎こもる力 18○余 韻 | 第一層に位置づけて 第三層と結んで 題目にかえれ                          |